# Muzeum Okręgowe Ziemi Kaliskiej w Kaliszu
Muzeum Okręgowe Ziemi Kaliskiej w Kaliszu (MOZK) – muzeum okręgowe w Kaliszu założone w 1906 jako Muzeum Archeologiczne, wojewódzka instytucja kultury, wpisane do Państwowego Rejestru Muzeów (nr 38) w 1998; jedno z najstarszych muzeów regionalnych w Polsce, dokumentuje historię Kalisza i Kaliskiego (wschodniej Wielkopolski).
W latach 1997–2015 dyrektorem muzeum był Jerzy Aleksander Splitt, a w latach 2015-2023 dyrektorką muzeum była Sylwia Kucharska. Od 2023 dyrektorem jest Marcin Magdziński.

## Historia
Pierwszą wiadomością o zamiarze utworzenia muzeum w Kaliszu jest notatka z 1883, która ukazała się na łamach dziennika „Kaliszanin”. W 1900 w nowo wybudowanym ratuszu w Kaliszu otwarto wystawę czasową poświęconą archeologii i sztuce. W 1906 zbiory sekcji starożytności przy Towarzystwie Popierania Przemysłu i Handlu dały początek Muzeum Archeologicznemu. W 1909 powstało Muzeum Pomocy i Pokazów Szkolnych, przeznaczone na cele edukacyjne (Sekcja pokazów i pomocy szkolnych), którego organizatorką była Felicja Łączkowska, zaś przy miejscowym oddziale Polskiego Towarzystwa Krajoznawczego powstało Muzeum Krajoznawcze. Po kilku latach powiększania i przenoszenia zbiorów wszystkich placówek, w kwietniu 1914 całość udostępniono zwiedzającym pod nazwą Muzeum Ziemi Kaliskiej.
Wybuch II wojny światowej spowodował koniec działalności i niemal całkowitą utratę zbiorów. Po wojnie rozpoczęto ponowne budowanie kolekcji. Pierwszą powojenną ekspozycję udostępniono w 1948, w 1953 pozyskano budynek przy ulicy Kościuszki 12.
Zdeponowany w 1958 w muzeum skarb ze Słuszkowa zawiera m.in. najliczniejszy skarb monet w Polsce i najliczniejszy zbiór denarów krzyżowych na świecie, w tym najliczniejszy zbiór denarów Sieciecha (122 sztuki). Legenda otokowa denarów Sieciecha „ZETECH” (Sieciech) jest jednym z najstarszych zabytków języka polskiego.

## Zbiory
Zasoby muzeum podzielone są na część poświęconą badaniom archeologicznym okolicznych terenów (kolekcja kamiennych toporków, inwentarz metalowy, wyposażenie obiektów grobowych, zabytki dotyczące rozwoju osadnictwa), część etnograficzną (dewocjonalia, stroje, instrumenty, sprzęty domowe i narzędzia rzemieślnicze, rękodzieło), cześć historyczną (militaria, archiwalia kartograficzne, ikonografia, zbiory numizmatyczne), dział sztuki oraz dział gromadzący wydawnictwa związane z Kaliskiem.
W strukturze muzeum znajdują się również:
- Rezerwat Archeologiczny w Kaliszu-Zawodziu
- Centrum Rysunku i Grafiki im. Tadeusza Kulisiewicza w Kaliszu
- Dworek Marii Dąbrowskiej w Russowie

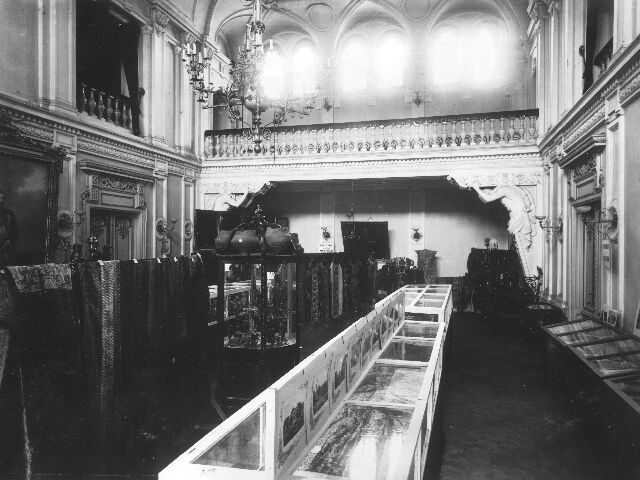
Wystawa archeologiczna (1900)
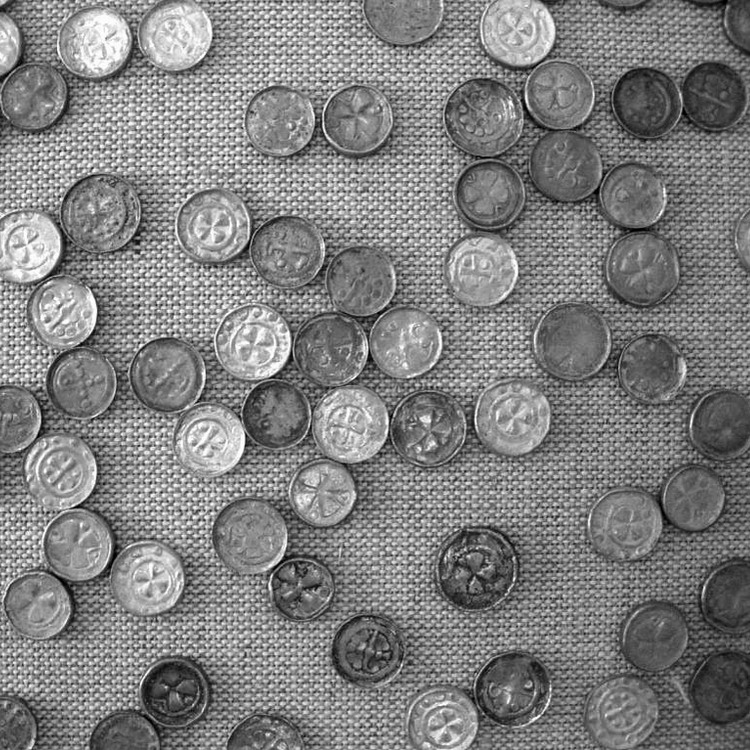
Skarb ze Słuszkowa
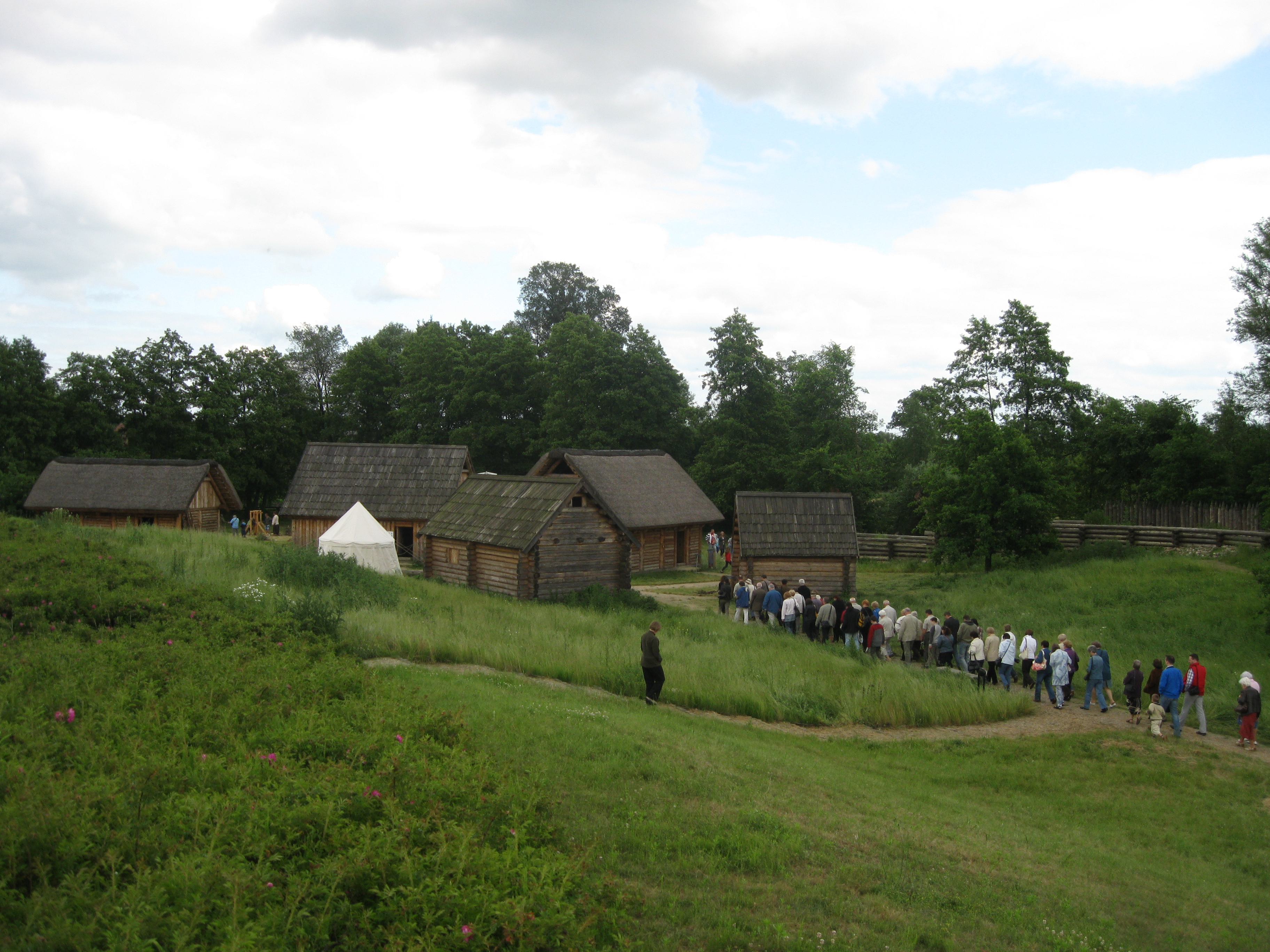
Rezerwat Archeologiczny Zawodzie
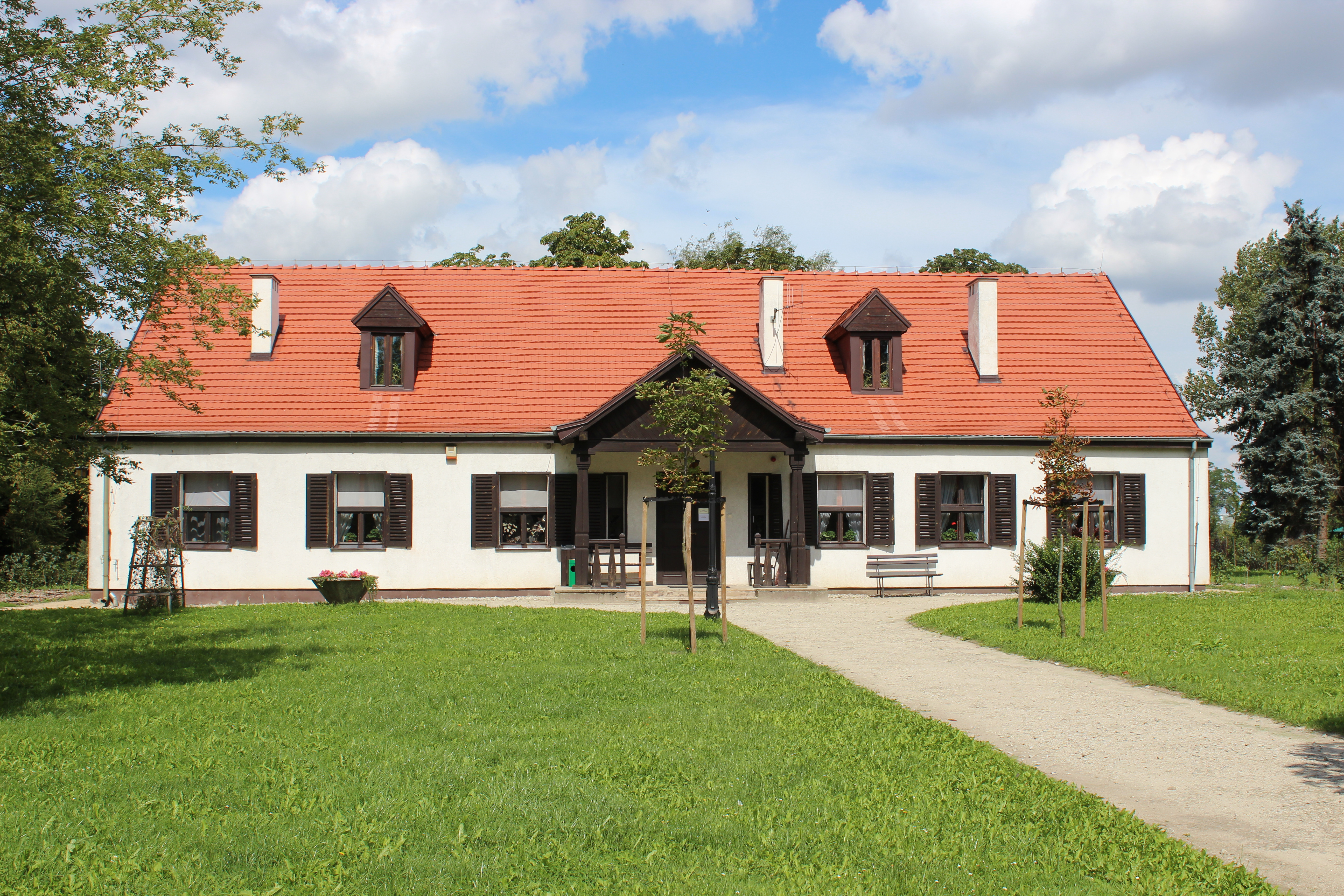
Dworek Marii Dąbrowskiej w Russowie